# Alaeddine Terro
« Terro » redirige ici. Pour l’article homophone, voir Terreau.
Alaeddine Terro (né à Barja en 1953) est un homme politique libanais.
Membre du Parti socialiste progressiste de Walid Joumblatt, il est élu depuis 1992 député sunnite du Chouf.
Avec ses colistiers du bloc de la Rencontre démocratique, il vote en septembre 2004 contre la prorogation du mandat du Président Émile Lahoud et gagne les élections de 2005 comme membre de l’Alliance du 14 mars.